# 24068 Simonsen
24068 Simonsen là một tiểu hành tinh vành đai chính với chu kỳ quỹ đạo là 1457.5522523 ngày (3.99 năm).
Nó được phát hiện ngày 8 tháng 10 năm 1999.